# Seekarköpfe
La Seekarköpfe est une montagne qui s’élève à 3 060 m d’altitude dans les Alpes de l'Ötztal, en Autriche.